# Artabotrys arachnoides
Artabotrys arachnoides är en kirimojaväxtart som beskrevs av James Sinclair.
Artabotrys arachnoides ingår i släktet Artabotrys och familjen kirimojaväxter. Inga underarter finns listade i Catalogue of Life.